# RE Mouscron
A Royal Excelsior Mouscron egy 2009-ben megszűnt belga labdarúgócsapat volt Hainaut megye Mouscron városában. A csapat jogutódja a jelenleg belga élvonalbeli R. Mouscron-Péruwelz csapata.

## Történet
A csapatot 1922-ben alapították, habár igazi formáját 1964-ben érte el, mikor egyesült a két helyi csapat, a Stade Mouscron és az ARA Mouscron Royal Excelsior Mouscron néven. 
Miután 2009-ben megszűnt a labdarúgóklub, Mouscron városa tárgyalni kezdett a közeli Péruwelz város futballcsapatának vezetőivel egy lehetséges új labdarúgóklub kialakításáról, így 2010-ben megszületett Mouscron és Péruwelz város közös futballcsapata Royal Mouscron-Péruwelz néven. A csapat a 2010-2011-es szezonban még a belga negyedik vonalban kezdte meg szereplését, és közel öt év alatt sikerült feljutniuk a belga élvonalba, ahol azóta is játszanak.

## Díjak
Belga másodosztály
- Ezüstérmes (1): 1993–94

Belga labdarúgókupa
- Döntős (2): 2001–02, 2005-06

| Szezon  | Bajnokság | Forduló         | Nemzet        | Csapat          | 1.mérk. | 2.mérk. |
| ------- | --------- | --------------- | ------------- | --------------- | ------- | ------- |
| 1997-98 | UEFA-kupa | 2. selejtezőkör | Ciprus        | Apóllon Lemeszú | 3-0     | 0-0     |
|         |           | 1. forduló      | Franciaország | FC Metz         | 0-2     | 1-4     |
| 2002-03 | UEFA-kupa | Selejtező       | Izland        | Fylkir          | 3-1     | 1-1     |
|         |           | 1. forduló      | Csehország    | SK Slavia Praha | 2-2     | 1-5     |

### Híres játékosok
- Émile Mpenza
- Franky Vandendriessche
- Yves Vanderhaeghe
- Marcin Żewłakow
- Michał Żewłakow
- Demba Ba